# تیرغهورن
تیرغهورن (به لاتین: Tieregghorn) یک کوه در سوئیس است که در کانتون وله واقع شده‌است. تیرغهورن ۳٬۰۷۵ متر بالاتر از سطح دریا واقع شده‌است.